# Delfos
Delfos é uma moderna cidade grega muito conhecida por seu sítio arqueológico, que foi declarado Patrimônio Mundial pela UNESCO. Em épocas antigas, era o local dos Jogos Píticos e de um famoso oráculo (o oráculo de Delfos), que ficava dentro de um templo dedicado ao deus Apolo, elaborado por Trofônio e Agamedes. Delfos era reverenciado por todo o mundo grego como o omphalos, o centro do universo.
Delfos fica em um planalto semicircular conhecido como Phaedriades, junto ao monte Parnaso, e sobranceiro ao vale de Pleistos. 15 km a sudoeste de Delfos, há a cidade-porto de Kirrha, no golfo de Corinto.
Segundo a mitologia grega, no local a deusa Têmis era responsável pelo oráculo, que era guardado pela serpente Píton. Apolo, que havia aprendido a arte da profecia de Pã, filho de Zeus e Húbris, matou a serpente e tomou o oráculo.

## Oráculo

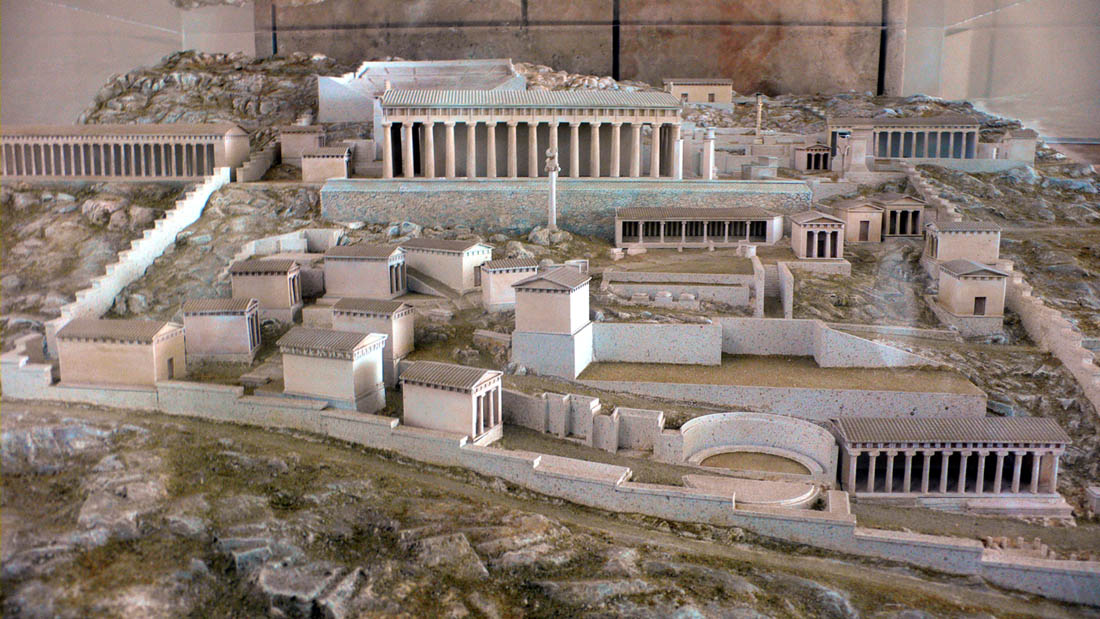
Maquete de Delfos durante a Antiguidade.

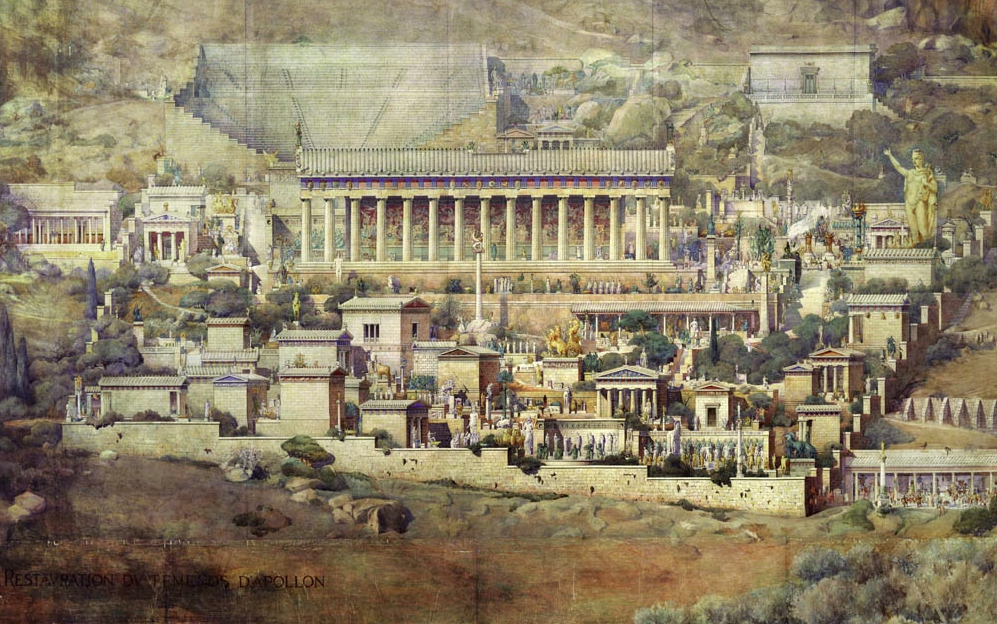
Ilustração especulativa de Delfos em seu auge pelo arquiteto francês Albert Tournaire.

Em Delfos havia uma fonte que emitia os vapores que permitiam ao oráculo de Delfos fazer as suas profecias. Apolo matou Píton, mas teve que ser punido por isso, dado que Píton era filha de Gaia. O altar dedicado a Apolo provavelmente foi dedicado originalmente a Gaia e depois a Posidão. O oráculo nesse tempo predizia o futuro baseado na água ondulante e no sussurro das folhas das árvores.[carece de fontes?]
O primeiro oráculo de Delfos era conhecido geralmente como Sibila, embora seu nome fosse Herófila. Ela cantava as predições que recebia de Gaia. Mais tarde, Sibila tornou-se um título dado a qualquer sacerdotisa devotada ao oráculo. A Sibila apresentava-se sentada na rocha sibilina, respirando os vapores vindos do chão e emitindo as suas frequentemente intrigantes e confusas predições. Pausanias afirmava que a Sibila "nasceu entre o homem e a deusa, filha do monstro do mar e uma ninfa imortal". Outros disseram que era irmã ou filha de Apolo. Ainda outros reivindicaram que Sibila recebera os seus poderes de Gaia originalmente, que passou o oráculo a Têmis, que depois o passou a Phoebe. Este oráculo exerceu uma influência considerável através do país, e foi consultado antes de todos os empreendimentos principais: guerra, fundação das colônias, e assim por diante. Era também altamente respeitada em países semi-helênicos como Macedônia, Lídia, Cária e até mesmo Antigo Egito. O rei Creso da Lídia consultou Delfos antes de atacar a Pérsia, e de acordo com Heródoto recebeu a resposta:
| “ | Se você o fizer, destruirá um grande império. | ” |

Creso achou a resposta favorável, atacou e foi completamente derrotado (resultando daí, naturalmente, a destruição de seu próprio império).
Alegadamente o oráculo também proclamou Sócrates o homem mais sábio na Grécia, ao que Sócrates respondeu que, se assim era, isso devia-se a ser o único que estava ciente da sua própria ignorância. A afirmação está relacionada com um dos lemas mais famosos de Delfos, que Sócrates disse ter aprendido lá, γνωθι σεαυτον (gnothi seauton, "conhece-te a ti próprio").  Um outro lema famoso de Delfos é μηδεν αγαν (meden agan, "nada em excesso"). No século III, ante o domínio cristão crescente na região, o oráculo, por motivo desconhecido, declarou que a divindade não falaria lá por mais tempo.[carece de fontes?]

## O sítio arqueológico
Delfos foi ocupada desde o Neolítico, sendo extensamente povoada no período Micênico. A maior parte das ruínas que sobrevivem datam dos séculos VI a IV a.C.

### Templo de Apolo e Tesouros das cidades
O templo de Apolo em sua forma atual é o terceiro erguido no mesmo lugar. Data do século IV a.C., sendo uma construção no estilo dórico. Erguido sobre as ruínas de outros templos, seus arquitetos foram Spintharos, Xenodoros e Agathon. Originalmente possuía seis colunas na frente e 15 na lateral, mas foi destruído por um terremoto em 373 a.C. Era a sede do culto a Apolo e onde eram proferidos os oráculos. Foi parcialmente restaurado entre 1938 e 1941.
O templo estava rodeado de várias capelas, chamadas de tesouros, já que guardavam os ex-votos e as oferendas das cidades-estado gregas, para comemorar vitórias dedicadas ao deus, ou para agradecer benefícios. De todos o mais importante era o Tesouro de Atenas, hoje o único restaurado, construído para comemorar a vitória na Batalha de Maratona. Outro muito rico era o Tesouro de Sifnos, cujos cidadãos eram abastados por causa da exploração de ouro e prata de sua região. O Tesouro de Argos também é importante, por ser o que se preservou em melhores condições.
Como resultado destas valiosas doações, Delfos tornou-se um centro de grande riqueza e influência, e funcionava na prática como o banco da Grécia antiga. Mais tarde suas riquezas foram pilhadas por sucessivos conquistadores, sendo uma das causas do declínio da cultura grega. O muro de pedra que foi construído para sustentar o terraço onde se ergueu o segundo templo é uma atração por si mesmo, por suas pedras serem cobertas de inscrições que ilustram o desenvolvimento da escrita grega da época. O templo sobreviveu até 390, quando o imperador cristão Teodósio I destruiu o templo, então abandonado e a maioria das estátuas e obras de arte em nome do cristianismo. O local foi completamente destruído pelos cristãos na tentativa de remover todos os vestígios do paganismo.

### Outros edifícios
O Altar de Quios estava localizado em frente ao Templo, tendo sido construído pelo povo de Quio no século V a.C. todo em mármore negro, uma característica incomum na arquitetura grega e que deve ter causado uma grande impressão quando completo. Suas ruínas foram restauradas em 1920.[carece de fontes?]
Construída por Atenas para celebrar a vitória sobre os persas em 478 a.C., a Stoa dos Atenienses era uma estrutura com sete colunas talhadas em blocos únicos de pedra. O Ginásio compreendia uma série de edificações usadas pelos jovens, incluindo uma stoa, uma palestra, piscinas e banhos.[carece de fontes?]
O Estádio, localizado na parte superior da encosta, foi construído originalmente no século V a.C., mas sofreu muitas alterações em épocas posteriores. Podia acolher até 6.500 espectadores, com uma pista de corrida de 177 m de comprimento e 25,5 m de largura.[carece de fontes?]
O Teatro estava instalado na parte superior do complexo, oferecendo uma vista panorâmica do vale de Delfos e de todo o santuário. Data do século IV a.C. mas foi bastante remodelado com o tempo. Possui 35 fileiras de assentos e podia receber 5 mil pessoas.[carece de fontes?]
Por fim o tolo, no santuário de Atena Pronaia, foi erguido entre 380 e 360 a.C. na ordem dórica, com 20 colunas em uma planta circular de 14,7 m de diâmetro, com 10 colunas coríntias no interior. Está a cerca de 800 m do grupo principal de ruínas.[carece de fontes?]